# Jaron Ennis
Jaron Ennis est un boxeur américain né le 26 juin 1997 à Philadelphie, Pensylvannie.

## Carrière
Passé professionnel en 2016, il devient champion du monde des poids welters IBF par intérim le 7 janvier 2023 après une victoire aux points contre Karen Chukhadzhian. Il conserve ce titre face à Roiman Villa le 8 juillet suivant et est déclaré champion à part entière le 9 novembre 2023 après la destitution du champion en titre, Terence Crawford, qui a préféré monter de catégorie de poids plutôt que de l'affronter. 
Jaron Ennis remporte son premier combat de champion du monde IBF le 13 juillet 2024 aux dépens de David Avanesyan, contraint à l'abandon au 5e round, ainsi que le suivant par décision aux points contre Karen Chukhadzhian le 9 novembre 2024. Il récidive le 12 avril 2025 par abandon au 6e round de Eimantas Stanionis.

## Référence
1. ↑  (en) 'Future of boxing' Ennis retains welterweight title (bbc.com)